# Girafa
O termo girafa (do árabe zarAfa(t), pelo italiano giraffa) é a designação dada a mamíferos artiodátilos, ruminantes, do gênero Giraffa, da família dos girafídeos, no qual constam quatro espécies (até 2016 considerava-se uma única espécie, a Giraffa camelopardalis, ou camelo-leopardo, como eram chamadas pelos romanos quando elas existiam no norte da África, pois acreditava-se que vinham de uma mistura de uma fêmea camelo, com um macho leopardo)[carece de fontes?]. São ungulados com número par de dedos.
As girafas são os únicos membros de seu gênero e, juntas com os ocapis, formam a família Giraffidae. Atualmente estão listadas quatro espécies de girafa existentes e nove já extintas (ver abaixo), diferenciadas também pela distribuição geográfica e pelo padrão das manchas. Essas várias subespécies de girafas agora habitam as terras secas ao sul do Saara. As girafas se distribuem em dois grupos: girafa-do-norte que são tricornes, isto é, com um corno nasal interocular e dois frontoparietais, apresentando pelagem predominantemente reticulada; e girafa-do-sul, sem corno nasal e a pelagem tem predominantemente malhas irregulares.
Os machos chegam a 5 metros de altura e com suas línguas preênseis que alcançam até 50 centímetros são capazes de pegar as folhas de acácias, por entre pontiagudos espinhos nos altos dos galhos, que são sua principal fonte de alimentação. Elas são capazes de comer as folhas das árvores até 6 metros de altura. Para poderem pastar, têm de afastar uma da outra as pernas dianteiras. Devido ao baixo teor nutritivo das folhas, as girafas precisam comer grandes quantidades e passam quase 20 horas por dia comendo. O comprimento do corpo pode ultrapassar os 2,25 metros e ainda possui uma cauda com oitenta centímetros de comprimento, não contando com o pincel final. O seu peso pode ultrapassar os 500 quilogramas. Apesar do seu tamanho, a girafa pode atingir a velocidade de 56 km/h, suficiente para fugir de seus predadores.
As girafas, como todos os mamíferos, possuem sete vértebras cervicais. Os seus pescoços, entretanto, são os maiores dos animais atuais, pelo que é pouco flexível. Por causa de seu pescoço comprido e rígido, seu sistema vascular tem a maior pressão sanguínea do reino animal. O coração tem dois orifícios: um que bombeia sangue para o pulmão e membros e outro que alimenta o cérebro com o líquido vermelho. Este último é fino, visto que os músculos são maiores, assim a força necessária para o bombeamento não é tão grande como se imagina. No entanto, quando a girafa tem de beber água, a pressão sanguínea da cabeça aumenta muito e só não a mata devido a duas particularidades excepcionais. Próximo ao cérebro, existe uma rede de vasos capilares que se ramificam em inúmeras veias menores dentro do crânio do animal. Eles servem para amortecer e distribuir essa sobrecarga de sangue jorrada pelo coração quando a girafa está com o pescoço abaixado. Além disso, uma veia grossa repleta de válvulas que retorna ao coração recebe parte do sangue bombeado. Quando o sangue pressiona demasiadamente os vasos da cabeça da girafa, ele é desviado para essa veia. Repleta de válvulas que se fecham com a passada do sangue, a veia alivia a pressão da cabeça e não deixa que o animal morra cada vez que deseja matar a sede.
Ambos os sexos possuem dois a quatro cornos curtos e recobertos por pele. O pelo da girafa é fulvo (amarelo-tostado, alourado) ou rosado, com grandes manchas de cor amarronzada (exceto no ventre, onde o pelo é branco). As manchas pardas possuem um padrão único para cada indivíduo e o auxilia a se mimetizar por entre as sombras das árvores onde habita. Essas manchas também concentram, debaixo da pele, vasos sanguíneos e são responsáveis pela manutenção da temperatura corporal adequada das girafas. Elas possuem pernas longas, sendo as dianteiras mais altas que as traseiras, e número reduzido de costelas. O tempo de vida de uma girafa é de aproximadamente 15 a 20 anos. O couro das pernas é mais rijo e comprime mais os membros da girafa do que no restante do corpo. Isso permite que o sangue não se espalhe pelo tecido e músculos das patas, fazendo-o retornar ao coração. Caso isso não acontecesse, as pernas da girafa acumulariam muito sangue por serem longas demais e acabariam matando o animal.
Leões, hienas e leopardos são predadores dos filhotes de girafas, mas os adultos possuem porte e velocidade suficientes para limitar o número de predadores. As girafas quase não emitem sons. A gestação dura 420 a 450 dias, nascendo só uma cria de cada vez com uma altura que oscila entre 1,5 e 1,7 metros. Seus chifres nascem soltos no crânio para que não machuquem a mãe durante sua saída do útero. Os chifres se fundem com o osso durante a infância e adolescência. Os filhotes de girafas caem de uma altura de quase 2 metros quando a mãe está de pé durante o nascimento, o que é frequente. A vegetação da savana africana, entretanto, amortece a queda.
É um animal gregário constituindo rebanhos ou bandos pouco numerosos, andando rapidamente, a passo travado e associando-se aos antílopes e avestruzes nas savanas africanas ao sul do Saara.
As girafas dormem aproximadamente duas horas por dia e um pouco de cada vez. Elas dormem em pé e, apenas em ocasiões muito especiais, quando se sente completamente segura, se deita no chão para descansar.
A girafa só se deita se estiver segura pois, caso um predador se aproxime, ela demora muito tempo para se levantar devido a seu tamanho.

## Espécies

### Existentes
Por muito tempo considerou-se que as girafas atuais eram constituídas por uma única espécie. Até que um estudo de 2016 demonstrou que, apesar da semelhança na aparência, há grandes diferenças genéticas entre grupos de girafa, indicando a existência de quatro espécies.

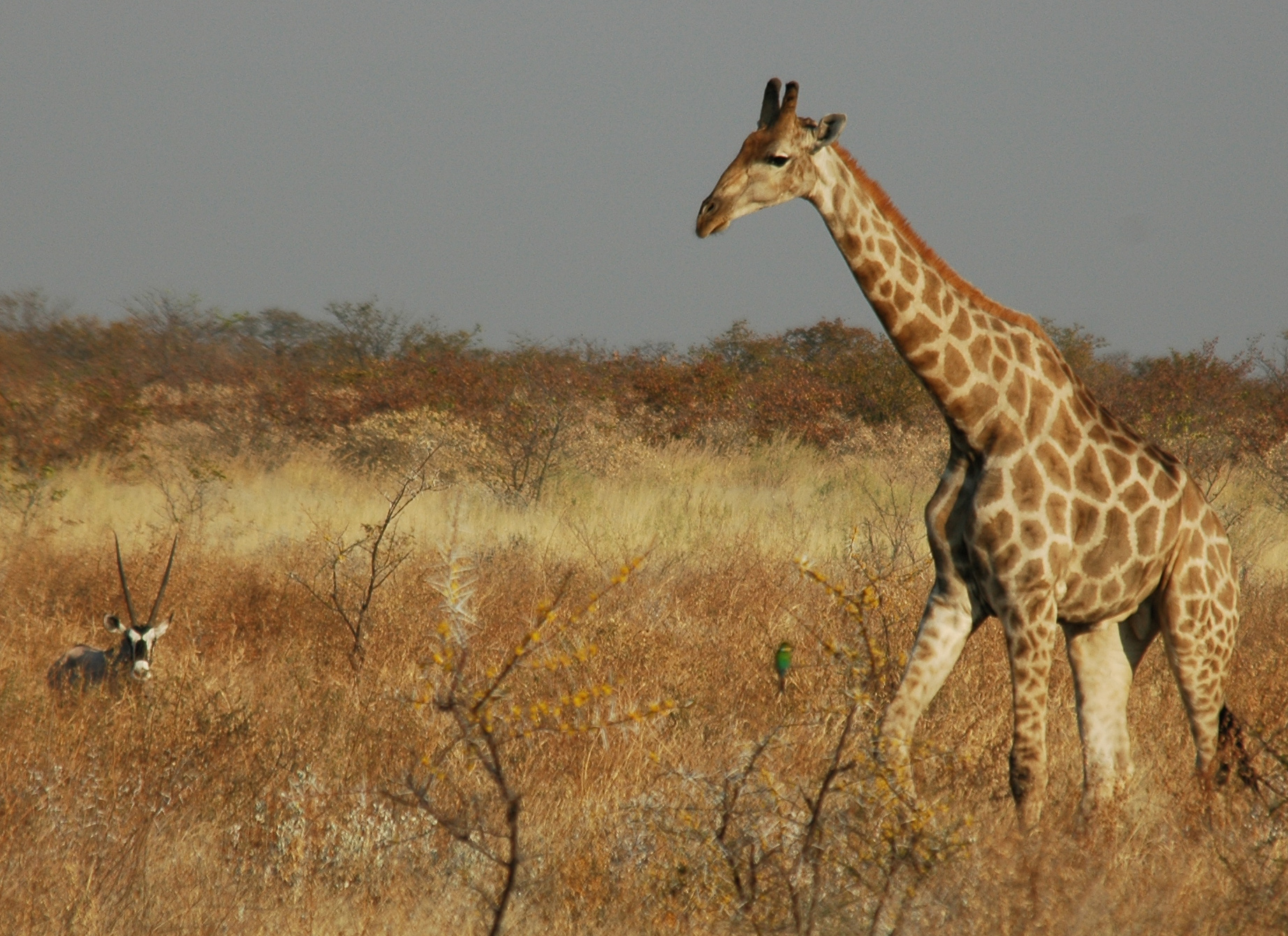
Girafa

- Girafa-reticulada ou girafa-da-somália (G. reticulata) - manchas cor-de-fígado, reticuladas e separadas por linhas brancas muito nítidas; NE Quênia, Etiópia, Somália
- Girafa-do-kilimanjaro ou girafa-masai (G. tippelskirchi) - manchas irregulares, em forma de folha de videira, cor-de-chocolate; Quênia, Tanzânia
- Girafa-núbia (G. camelopardalis) - manchas grandes, quadrangulares, cor-de-avelã, ausentes nas patas; E Sudão, Congo

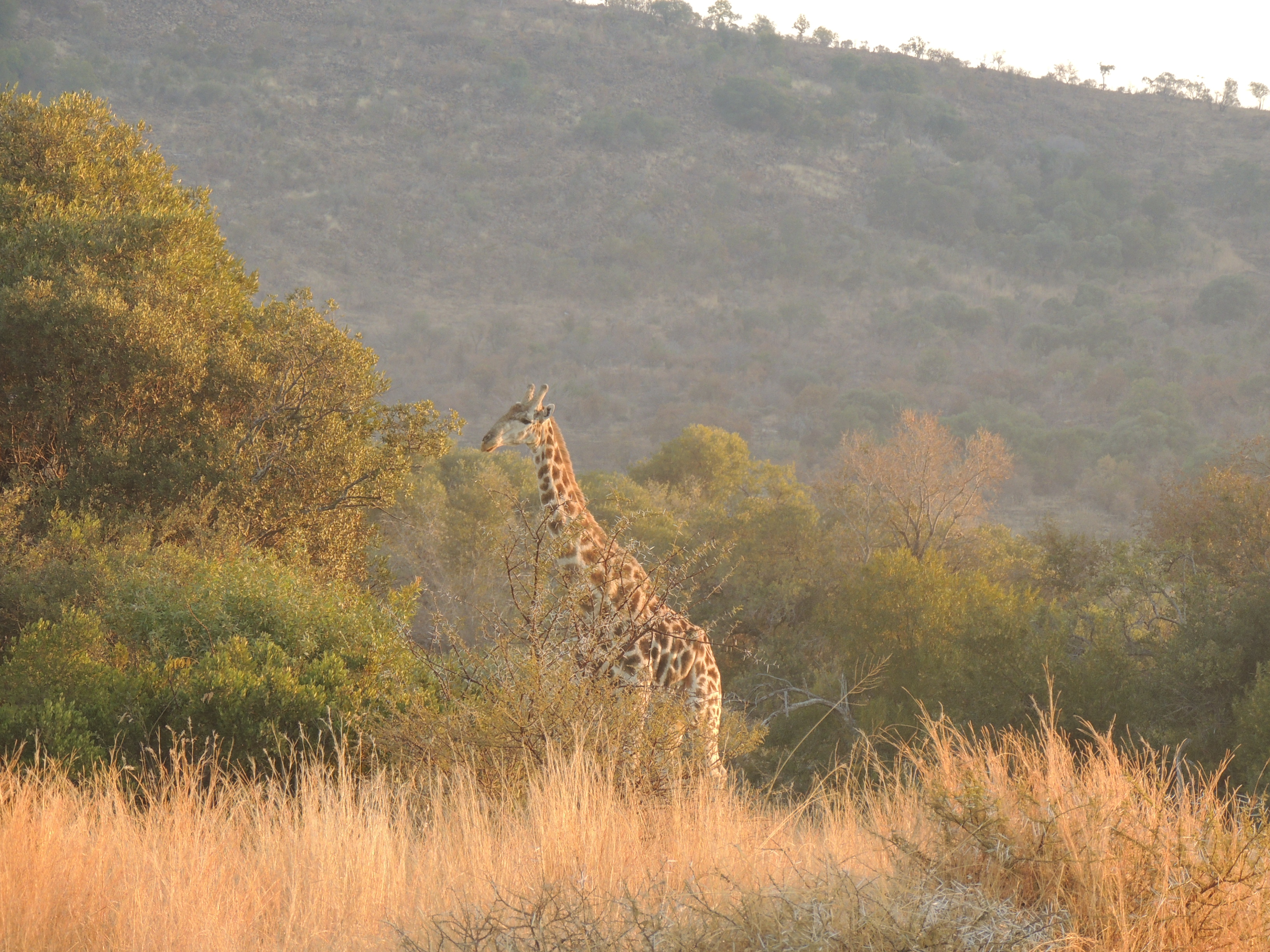
Girafa-sul-africana observada em vida livre no Pilanesberg Park na África do Sul

- Girafa-sul-africana observada em vida livre no Pilanesberg Park na África do SulGirafa-sul-africana (G. giraffa) - África do Sul, Namíbia, Botswana, Zimbabwe, Moçambique

### Extintas

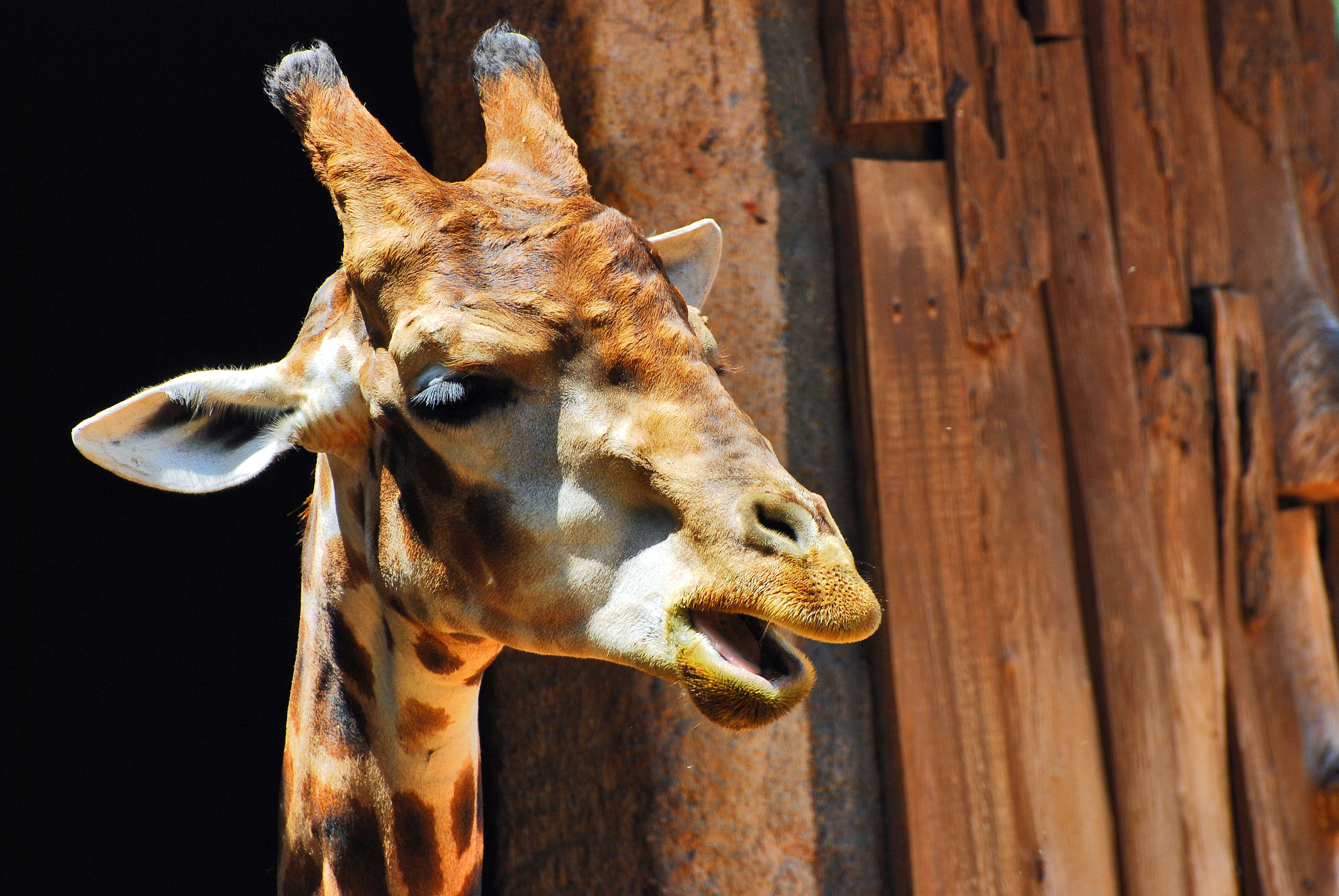
Cabeça de uma girafa, os seus pescoços são os maiores dos animais atuais. Por causa de seu pescoço comprido e rígido, o sistema vascular das girafas possui particularidades como válvulas especiais que permitem que o fluxo sanguíneo alcance o cérebro (bastante afastado de seu coração) quando levantam a cabeça e evitam vertigens quando elas a baixam

- Giraffa gracilis †
- Giraffa jumae †
- Giraffa priscilla †
- Giraffa punjabiensis †
- Giraffa pygmaea †
- Giraffa sivalensis †
- Giraffa stillei †

## Predadores
Em alguns países da África, em seu primeiro ano de vida, sobretudo nos primeiros cinco meses, entre 50% e 70% dos filhotes de girafas são presas de predadores como leões, hienas, leopardos, cachorros-selvagens ou crocodilos.

## Nicho ecológico
Alimentam-se de folhagem decídua, durante a época das chuvas (entre os meses de novembro e maio, quando o alimento é mais abundante) ou de espécies de folha perene, na estação da seca. Pequenos rebentos ou brotos e arbustos de acácias e mimosas também são apreciados. As girafas são adaptadas para explorar uma banda de vegetação localizada acima de 3 metros de altura, fora do alcance de todos os outros herbívoros. À exceção dos elefantes, as girafas exploram um nicho ecológico muito restrito e deste modo não têm competidores pelos escassos recursos da savana. Tem só um filhote por vez, que já nasce com dois metros de altura.

## Distribuição
Em 2016, a girafa entrou para a lista elaborada pela International Union for the Conservation of Nature de espécies ameaçadas.
Em 30 anos o número de girafas reduziu 40% de 157 mil para 97 mil, estando agora na categoria de “vulnerável”, segundo o IUCN. As razões são várias, tal como o crescimento da população em África, que faz com que o habitat dos animais seja ameaçado, a transformação das terras selvagens em terras agrícolas e a desflorestação. Também as guerras civis estão a contribuir para a diminuição destes animais. A caça ilegal é outra das razões apontadas para a presente situação.